# Mistrzostwa Świata w układaniu Kostki Rubika 2011
Mistrzostwa Świata w układaniu kostki Rubika 2011, (ang.  World Rubik's Cube Championship 2011) – międzynarodowy turniej Speedcubingowy zorganizowany przez WCA.
Na organizatora mistrzostw wybrano Tajlandię, turniej odbył się w Bangkoku (Baiyoke Sky hotel) W zawodach wzięli udział uczestnicy z 35 państw. W tym z Polski.
Oficjalnym Delegatem WCA był Ron van Bruchem.

## Konkurencje
Poniżej podano konkurencję, i najlepszych w tej konkurencji
| Konkurencja         | Imię                       | Wynik          | Średnia         | Narodowości       |
| ------------------- | -------------------------- | -------------- | --------------- | ----------------- |
| Kostka Rubika       | Michał Pleskowicz          | 7.68           | 8.65 NR         | Polska            |
| Kostka 2x2x2        | Feliks Zemdegs             | 1.91           | 2.71            | Australia         |
| Kostka 4x4x4        | Feliks Zemdegs             | 33.28          | 35.22 WR        | Australia         |
| Kostka 5x5x5        | Feliks Zemdegs             | 56.22 WR       | 59.94 WR        | Australia         |
| Kostka 6x6x6        | Feliks Zemdegs             | 2:02.33        | 2:09.29 OcR     | Australia         |
| Kostka 7x7x7        | Bence Barát                | 3:33.53        | 3:37.75 NR      | Węgry             |
| 3x3x3 Bez patrzenia | Zane Carney                | 31.41 OcR      | 37.16 OcR       | Australia         |
| 3x3x3 Liczba ruchów | Sébastien Auroux           | 28             | 28              | Niemcy            |
| 3x3x3 Jedną ręką    | Arifumi Fushimi (伏見有史) | 13.19          | 15.56           | Japonia           |
| 3x3x3 Stopami       | Henrik Buus Aagaard        | 40.43 NR       | 43.05 NR        | Dania             |
| Megaminx            | Simon Westlund             | 46.69          | 51.23           | Szwecja           |
| Pyraminx            | Jules Desjardin            | 3.72           | 4.67            | Francja           |
| Rubik's Clock       | Daniel Sheppard            | 6.16           | NR 7.51 ER      | Wielka Brytania   |
| Square-1            | Dan Cohen                  | 14.50          | 16.42           | Stany Zjednoczone |
| 4x4x4 Bez patrzenia | Aldo Feandri               | 5:52.50        | 5:52.50 DNF     | Indonezja         |
| 5x5x5 Bez patrzenia | Chris Hardwick             | 15:06.00       | 15:06.00        | Stany Zjednoczone |
| Multiblid           | Marcell Endrey             | 19/19 53:48 WR | 19/19 53:48 DNS | Węgry             |
| Rubik's Magic       | Bálint Bodor               | 0.88           | 0.93            | Węgry             |